# 亜硝酸レダクターゼ (シトクロム; アンモニア形成)
亜硝酸レダクターゼ (シトクロム; アンモニア形成)（nitrite reductase (cytochrome, ammonia-forming)）は、窒素代謝酵素の一つで、次の化学反応を触媒する酸化還元酵素である。
NH3 + 2 H2O + 6 フェリシトクロムc {\displaystyle \rightleftharpoons } 亜硝酸 + 6 フェロシトクロムc + 7 H+
反応式の通り、この酵素の基質はNH3とH2Oとフェリシトクロムc、生成物は亜硝酸とフェロシトクロムcとH+である。
組織名はammonia:ferricytochrome-c oxidoreductaseで、別名にcytochrome c nitrite reductase、multiheme nitrite reductaseがある。